# 小行星1324
小行星1324（1324 Knysna）是一颗围绕太阳公转的小行星。1934年6月15日，西里爾·傑克遜在约翰内斯堡发现了此天体。
該小行星以南非的城鎮克尼斯納命名。
这颗小行星的绝对星等为329.80766等。